# Syberia II
Syberia II (дословно — «Сиби́рия II», в официальной русификации — «Сибирь II») — приключенческая компьютерная игра. Является второй частью приключенческой серии Syberia, созданной в стиле стимпанк (клокпанк) бельгийским автором Бенуа Сокалем.

## Издание
Игра вышла на PC, PlayStation 2 и Xbox, Xbox 360. Выход игры на PlayStation 3 состоялся в 2015 году.  Также Syberia II была адаптирована для игры на Android и iOS, хотя в процессе была сильно упрощена графика. Версия для Nintendo Switch вышла 30 ноября 2017 года.

## Локализация
- В России и на территории стран СНГ и Балтии игра была издана компанией 1С под названием «Сибирь II» для PC и PlayStation 2. Это название является не вполне корректным переводом оригинального названия, так как в названии игры имелся в виду не регион Сибирь, а мифический остров Сибирия, где живут мамонты. Разработчики вдохновлялись реальным островом Врангеля — расположенным в Сибири, который был последним местом обитания шерстистых мамонтов[3].
- Локализация игры выполнена компанией «Логрус». В озвучивании приняли участие актёры: Лариса Гребенщикова (Кейт Уолкер), Александр Быков (Оскар), Борис Токарев (Ганс Форальберг), Сергей Жирнов (Емельянов, Джон, игумен), Александр Котов (Марсон, Цукерман, рассказчик во введении), Дмитрий Филимонов (Иван, монах), Елена Соловьёва, Наталия Литвинова и др.
- В локализованной версии игры «Сибирь II» содержатся некоторые ошибки и неточности. Например, в газете, которую можно найти на базе Ивана и Игоря указана дата «2004 год», хотя в оригинале указан «2002 год». Также, в той же газете переводчики изменили хоккейный счет между Россией и Канадой с «5:6» на «5:0».
- Версия для Xbox не имеет официальной локализации.
- 9 декабря 2015 года игра была издана для iOS компанией «Бука».

## Сюжет
История второй части начинается сразу после конца первой, когда герои отправляются в «Сибирь». Поезд, на котором едут Кейт Уолкер, Ганс Форальберг и машинист-автомат Оскар, приезжает в далёкий северный город Романовск — «последний форпост цивилизации», как говорят сами жители этого города. Здесь Кейт приходится много походить, потому что помимо завода локомотиву ещё нужен уголь для отопления при здешней температуре. Но после того, как Кейт удаётся-таки засыпать в тендер локомотива уголь, сильно заболевает Ганс. Кейт приходится доставить его в расположенный неподалёку монастырь, где она находит тщательно скрываемый дневник недавно умершего столетнего монаха — брата Алексея Туканова (Алексия Тукьянова), в прежние годы — знакомого Ганса. Дневник повествует о давних путешествиях брата Алексея на крайнем Севере, и, в частности, о живущем в подлёдных пещерах арктическом племени юко́лов. В конце дневника пересказывается легенда о том, что на дальних северных островах всё ещё можно встретить живых мамонтов. С помощью описанного в дневнике лекарства юколов Кейт удаётся вылечить Ганса.
Но даже сумев выбраться из монастыря (его главный настоятель не хотел выпускать их), Кейт сталкивается с новой проблемой: Иван Бургов и его полоумный брат Игорь угоняют поезд с Гансом и Оскаром. Кейт удается догнать их на дрезине с запряженным в неё юки (youki) (помесью медведя и тюленя), и тогда Иван резко жмёт на тормоза — поскольку в этот момент поезд проезжает по большому мосту через реку, то от создавшегося трения последний разрушается, отрезав Кейт от похитителей. Блуждая по заснеженному лесу в поисках возможности перебраться на другую сторону, Кейт встречает старого друга — пьяного космонавта Бориса Шарова из Комсомольска. Он, используя катапульту в его самолёте, помогает ей добраться до поезда, где она обнаруживает, что Бурговы уехали вперёд на снегоходах, прихватив с собой Ганса. Кейт восстанавливает Оскара и они едут дальше, но перед этим им приходится отцепить застрявший на краю обрыва моста вагон. Их путь заканчивается в той точке, где одновременно заканчиваются и завод, и рельсы. Игорь Бургов, успев сказать Кейт, что Ганса куда-то унесли те самые юколы, бросает своего брата, уезжая на снегоходе обратно в Романовск, а Иван угрожает Кейт мамонтовой костью, когда под ними проламывается лёд.
Кейт приходит в себя в юкольской деревне и выясняет, что Ганс тяжело болен. Чтобы помочь ему, Кейт должна отправиться в Коридор Снов — Валадилену 30-х годов XX века. Она находит там Ганса (фактически, его сон — это воспоминание о том тяжёлом периоде реабилитации после травмы, когда Ганс упал в пещере), который просит её помочь ему открыть сердце Оскара. Когда Кейт слово в слово передаёт это Оскару, тот благодарит её за их совместное путешествие и жертвует собой, чтобы стать системой жизнеобеспечения для своего создателя. После этого Кейт и Ганс на загадочном ковчеге, описанном ещё в дневнике Туканова, отправляются на поиски Сибирии (согласно дневнику, ковчег сам доплывёт туда). Через некоторое время Ковчег причаливает ко льдине, на которой живут пингвины, потому что кто-то сбросил туда якорь. Этим кем-то оказывается тайком пробравшийся на ковчег Иван, и Кейт сбрасывает его с ковчега, подняв парус. Иван, пытаясь кинуть пингвиньим яйцом в путников, становится жертвой птиц. Наконец, Кейт и Ганс достигают долгожданного острова Сибирия, где Кейт, решив последние головоломки, призывает мамонтов и, сыграв для них музыку, исполняет мечту Форальберга. Ганс, достигнув своей мечты, уезжает верхом на мамонте навстречу не страшной теперь для него смерти, а Кейт с печальной улыбкой, плача, машет ему рукой.

## Оценки

### Продажи
В Германии Syberia II достигла 28 места в рейтинге продаж за июнь 2004 года. Согласно Эдуарду Луссану из компании Microids в том месяце в Европе и США было продано суммарно 215 тысяч копий игры. Ещё 100 тысяч копий на тот момент были проданы в России. К концу 2005 года Syberia II приближалась к рубежу в 600 тысяч суммарно проданных экземпляров, пройдя эту отметку к марту 2006 года. В 2008 году суммарное количество проданных игр серии превысило 1 миллион и выросло до 3 миллионов к 2016 году, в преддверии выхода Syberia 3.

### Рецензии и награды
| Сводный рейтинг    | Сводный рейтинг                    |
| Агрегатор          | Оценка                             |
| ------------------ | ---------------------------------- |
| GameRankings       | 79.38%                             |
| Metacritic         | PC: 80/100 XBOX: 71/100 NS: 68/100 |
| Иноязычные издания |                                    |
| Издание            | Оценка                             |
| CGW                | [ 14 ]                             |
| GameSpot           | 7.8/10                             |
| GameZone           | 8/10                               |
| IGN                | 8.6/10                             |
| PC Gamer (US)      | 71%                                |
| Adventure Gamers   | [ 19 ]                             |

Агрегатор рецензий Metacritic оценил реакцию на Syberia II как «в целом благоприятную», но версия для X-Box получила оценку «смешанные или средние отзывы».
Syberia II была номинантом на "Лучшую приключенческую игру" GameSpot 2004, уступив победу квесту Myst IV: Revelation. В 2011 году сайт Adventure Gamers включил Syberia II в список 100 лучших когда-либо изданных приключенческих игр на 55 месте.